# Aimophila
Aimophila je jeden z rodů strnádek v čeledi Passerellidae. Tento rod má pouze tři zástupce, přičemž všichni obývají Ameriku a vzhledově jsou si velmi podobní. Jsou to převážně hnědě zbarvení ptáci živící se semeny travin, čerstvou trávou a běžně i hmyzem, například kobylkami nebo mravenci. Průměrná snůška je tři až čtyři vejce za jeden rok.
Všechny druhy jsou dle IUCN řazeny mezi málo dotčené, tedy nechráněné, ptáky.

## Druhy
- Strnádka mexická (Aimophila notosticta)
  - Strnádka mexická je druh endemický pro mexický stát Oaxaca. Obývá suché lesy. Druh je ohrožen ztrátou přirozeného prostředí, i přesto se stále jedná o druh se status málo dotčený (LC). Druh poprvé popsali Sclater a Salvin roku 1868, tedy krátce po prvním popsání strnádky rezavotemenné. Právě tomu druhu se strnádka mexická nejvíce podobá; její zbarvení je převážně světle hnědé, pera na ramenou jsou tmavě pruhovaná a korunka je výrazně hnědá. Zobák šedivý a v podobném odstínu jsou i nohy.
- Strnádka rezavá (Aimophila rufescens)
  - Strnádky rezavé jsou malí a mrštní ptáci obývající Belize, Kostariku, Salvador, Guatemalu, Honduras, Mexiko a Nikaraguu. Obývají tropické a subtropické suché lesy. Druh poprvé v roce 1827 popsal Swainson, který o deset let později popsal i samotný rod Aimophila. Strnádky mexické se blízce podobají ostatním druhům strnádek; tělo je světle hnědé, peří na ramenou kropenaté, zobák šedý a nohy růžové. Rozdíl je v tom, že tento druh se vyznačuje černým pruhem, který začíná u očí a pokračuje až na temeno hlavy.
- Strnádka rezavotemenná (Aimophila ruficeps)
  - Druh strnádka rezavotemenná obývá oblast od jihozápadních Spojených států až po střední Mexiko. Obecně bývá uznáváno dvanáct poddruhů, avšak některé zdroje uvádějí až osmnáct. Tito ptáci jsou převážně hnědě zbarvení s tmavými pruhy a šedými dolními partiemi. Zobák šedý, korunka světle hnědá, nohy béžové až růžové. Stejně jako ostatní druhy strnádek, i tento je velice drobný; na délku mají tito ptáci pouze 13 cm, jejich maximální váha je 23 g. Pohlavní dimorfismus u tohoto druhu téměř vůbec neexistuje. Druh poprvé popsal ornitolog John Cassin v roce 1852.